# Brian Setzer
Brian Robbert Setzer (Long Island, New York, 10 de Abril de 1959) é um guitarrista, cantor e compositor norte-americano. Ele encontrou amplo sucesso no início dos anos 80 com o grupo de rockabilly Stray Cats e revitalizou sua carreira no início dos anos 90 com sua banda de swing revival, The Brian Setzer Orchestra. Em 1987, ele fez uma aparição especial como Eddie Cochran no filme La Bamba.
Em fevereiro de 2025, Setzer compartilhou que tem uma doença autoimune que o impede de tocar guitarra.

## Biografia

### Stray Cats
Setzer nasceu em abril de 1959 em Massapequa, Nova York. Ele começou a tocar eufônio e tocou em bandas de jazz quando estava na escola. Ele encontrou uma maneira de ouvir jazz no Village Vanguard, embora, à medida que ficou mais velho, ele se interessou por rock, punk rock e rockabilly. Ele era um membro das bandas Bloodless Pharaohs e The Tomcats, que ele começou com seu irmão, Gary. Os Tomcats se tornaram os Stray Cats quando o baixista Lee Rocker e o baterista Slim Jim Phantom se juntaram a banda e Gary saiu. Em 1980, pensando que eles poderiam ter mais sucesso na Inglaterra do que nos Estados Unidos, eles venderam seus instrumentos para pagar por passagens de avião e voaram para Londres.
Depois de se apresentar em Londres por alguns meses, eles conheceram Dave Edmunds, um guitarrista e produtor musical que compartilhava seu amor pelo rockabilly e rock and roll dos anos 1950. Edmunds produziu seu primeiro álbum, "Stray Cats" (Arista, 1981), que rendeu dois singles de sucesso, "Stray Cat Strut" e "Rock This Town". O segundo álbum, "Gonna Ball" (Arista, 1982), teve menos sucesso. A banda retornou para os Estados Unidos e lançou "Built for Speed" (EMI, 1982), produzido novamente por Dave Edmunds, com músicas coletadas de seus dois primeiros álbuns. Ajudados por seus videoclipes na MTV, os Stray Cats se tornaram populares no seu país de origem. Seu próximo álbum, "Rant n 'Rave with the Stray Cats" (EMI, 1983) produziu o sucesso "(She's) Sexy + 17".
Os Stray Cats se separaram em 1984, embora se reunissem ocasionalmente, gravassem e fizessem turnê. Depois de gravar três álbuns com diferentes produtores, eles retornaram a Dave Edmunds no álbum "Choo Choo Hot Fish" (1992).

### The Brian Setzer Orchestra

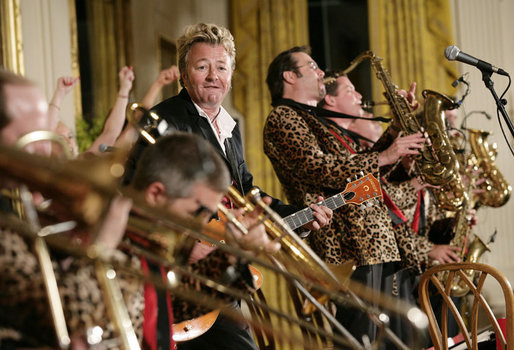
The Brian Setzer Orchestra tocando na Casa Branca durante uma visita do primeiro-ministro japonês Junichiro Koizumi, 29 de junho de 2006

Depois que os Stray Cats se separarem em 1984, Setzer começou uma carreira solo que incluía trabalhar como sideman de outros artistas, como  The Honeydrippers lideradas por Robert Plant. Em seu primeiro álbum solo, "The Knife Feels Like Justice" (EMI, 1986), ele se afastou do rockabilly e mudou-se para o rhythm and blues e o heartland rock de John Mellencamp. O álbum foi produzido por Don Gehman e contou com Kenny Aronoff na bateria. Os dois homens trabalharam em álbuns de Mellencamp.
Setzer retornou ao seu amor pela música dos anos 50, desta vez o jump blues de Louis Prima. Nos anos 80, ele ressuscitou rockabilly e, nos anos 90, swing. Ele montou a Brian Setzer Orchestra, uma banda de dezessete membros que chamou a atenção do público com uma versão cover de "Jump, Jive an Wail" de Prima no álbum "The Dirty Boogie" (Interscope, 1998). A música ganhou o Grammy de Melhor Performance Solo de Pop, enquanto "Sleep Walk" do mesmo álbum ganhou o Grammy de Melhor Performance Instrumental Pop.
O álbum Wolfgang's Big Night Out (2007) apresentou a interpretação de Setzer de peças clássicas, como Sinfonia n.º 5" e "Für Elise" de Beethoven. Wolfgang rendeu a Setzer sua oitava nomeação ao Grammy, desta vez para Melhor Álbum de Crossover Clássico.
Ele foi o produtor executivo do álbum "Ready Steady Go! (Surfdog, 2014) de Drake Bell e tocou guitarra em duas canções. Em 25 de junho de 2021, Setzer anunciou um álbum solo após 7 anos, Gotta Have The Rumble.

## Vida pessoal
Brian recentemente se mudou do sul da Califórnia para Minneapolis, no estado de Minnesota, com sua esposa Julie Setzer (Julie nee Reiten, quando solteira), a qual ele primeiramente encontrou em sua audição (e posterior contratação) como uma das backing vocals para a Brian Setzer Orchestra, em 2000. Eles se casaram em Palm Springs, Califórnia, no verão de 2005.
Em fevereiro de 2025, Setzer revelou que tem uma doença autoimune que o impede de tocar guitarra.

## Discografia
Brian fez parte de vários projetos na carreira, em conjuntos que só tiveram um CD lançado ou em projetos mais duradouros. Seus registros encontram-se abaixo:

### Bloodless Pharaohs
- Marty Thau 2 x 5 (1980)

### Stray Cats
- Stray Cats (1981)
- Gonna Ball (1981)
- Built For Speed (1982) #2 (por 15 semanas) US
- Rant N' Rave With the Stray Cats (1983) #14 US
- Rock Therapy (1986) #122 US
- Blast Off! (1989) #111 US
- Let's Go Faster! (1990)
- Choo Choo Hot Fish (1992)
- Original Cool (1993)

### The Brian Setzer Orchestra
- The Brian Setzer Orchestra (1994) #158 US
- Guitar Slinger (1996)
- The Dirty Boogie (1998) #9 US
- Vavoom! (2000) #62 US
- Boogie Woogie Christmas (2002)
- Jump, Jive an' Wail - The Very Best of the Brian Setzer Orchestra (2003)
- The Ultimate Collection Live (2004)
- Dig That Crazy Christmas (2005)
- Wolfgang's Big Night Out (2007)
- The Best Of Collection - Christmas Rocks! (2008)
- Songs From Lonely Avenue (2009)
- Christmas Comes Alive! (2010)
- Don't Mess With A Big Band (2010)

### Material solo
- The Knife Feels Like Justice (1986) #45 US
- Live Nude Guitars (1988) #140 US
- Rockin' By Myself (1993)
- Nitro Burnin' Funny Daddy (2003)
- Rockabilly Riot Vol. 1: A Tribute To Sun Records (2005)
- 13 (2006) #2 JP
- Red Hot & Live (2007)
- Setzer Goes Instrumental (2011)
- Rockabilly Riot! All Original (2014)

### '68 Comeback Special
- Ignition (2001) #152 US

## DVDs ao vivo
- Brian Setzer Orchestra: Live in Japan (2001)
- Rumble in Brixton (2004)
- Brian Setzer Orchestra Live: Christmas Extravaganza (2005)
- One Rockin' Night ('95) (2007)
- It's Gonna Rock 'Cause That's What I Do (2010)
- Rockabilly Riot: Osaka Rocka! - Live in Japan (2016)

## Coleção de guitarras
Brian Setzer possui uma longa coleção de guitarras de vários anos e modelos.
Sua coleção inclui (não é uma lista completa):
- 1955 Gretsch Modelo 6130 Round Up
- 1957 Gretsch Modelo 6128 Black Duo Jet
- 1957 Gretsch Modelo 6136 White Falcon
- 1957 Gretsch Modelo 6129 Silver Jet - No Pickguard
- 1957 Gretsch Modelo 6129 Silver Jet - White Pickguard
- 1958 Gretsch Modelo 6129 Silver Jet - Black Pickguard
- 1959 Gretsch Modelo 6120 "Stray Cat"
- 1959 Gretsch Modelo 6119 "Christmas Custom"
- 1960 Gretsch Modelo 6120
- 1960 Gretsch Modelo 6119
- 2000 Gretsch Modelo 6120 Setzer Hod Rod Custom Purple
- 2000 Gretsch Modelo 6120 Setzer Hot Rod Custom "Pinstripe"
- 2001 Gretsch Modelo 6120 Setzer Hot Rod Custom "Spotty"
- 2004 Gretsch Modelo 6120 Setzer Signature Prototype
- 2005 Gretsch Modelo 6120SSLVO Setzer Signature
- 2006 Gretsch Modelo 6120 Setzer Hot Rod Custom "Sparkle Red"
- 2006 Gretsch Modelo 6120 Setzer Hot Rod Custom "Sparkle Blue"
- 1938 D'Angelico Excel
- 1940 D'Angelico New Yorker
- 1956 C. F. Martin & Company Model D-28 Acoustic
- 1959 Guild Bluesbird
- 1964 Gibson Firebird V
- 2003 Bigsby Custom

Todas as guitarras são listadas no website de Setzer com uma história e curiosidades.